# Sukur
Sukur er et godt bevaret, historisk og fremdeles levende kulturlandskab i Mandarabjergene i staten Adamawa i Nigeria, på grænsen til Cameroun.
Landskabet er præget af dyrkning i terrasser, hellige symboler og gamle boformer som fremdeles er i brug. Sukur er på den måde et enestående eksempel på en levende tradition som har overlevet i flere århundreder. Området har også fortidsminder fra tidligere jernfremstilling.

## Eksterne kilder og henvisninger
- Wikimedia Commons har flere filer relateret til Sukur
- sukur.info: Welcome to Sukur
- Mandara Mountains Homepage